# Akutes Mittelhirnsyndrom
Das Mittelhirnsyndrom ist eine Komprimierung des Mittelhirns infolge eines Druckanstiegs im Gehirn aufgrund einer Blutung oder eines Ödems.

## Pathophysiologie
Das Mittelhirnsyndrom ist eine Folge des Druckanstiegs in Bereichen oberhalb des Tentorium cerebelli, wodurch basale Teile des Großhirns in die Öffnung des Tentoriums eingeklemmt werden. Auslösende Ereignisse können ein schweres Schädel-Hirn-Trauma, eine Intoxikation oder eine Sauerstoffunterversorgung wegen eines Herzstillstandes sein.

## Symptome
Neben Bewusstlosigkeit kommt es zum Verlust von  Schmerzreizreaktionen, lebhaften Eigenreflexen, Streckspastiken von Armen und Beinen, mittelweiten bis weiten Pupillen bei abweichender Augenstellung, Hypertonie, Schwitzen, Tachykardie und pathologischen Atemformen wie Cheyne-Stokes-Atmung und Maschinenatmung.
- Streckspastiken: Die Streckspastiken erklären sich vermutlich durch Ausfall der inhibitorischen Bahnen, die dem Tractus vestibulospinalis entgegenwirken. Da die Bahnen des Tractus vestibulospinales konstant Extensoren erregen und Flexoren hemmen, kommt es durch Ausfall der durch das Mittelhirn ziehenden Inhibitorischen Bahnen bei gleichzeitigem Erhalt der tiefer als das Mittelhirn liegenden Ncll. vestibulares, die den Tractus vestibulospinales steuern, zu dem Phänomen des Extensoren- oder Streckspasmus.[1]